# Hidari Zima
Hidari Zima (japanisch 左島 ‚Linke Insel‘) ist eine kleine Insel vor der Prinz-Harald-Küste des ostantarktischen Königin-Maud-Lands. In der Inselgruppe Flatvær liegt sie unmittelbar vor der Ost-Ongul-Insel.
Norwegische Kartographen kartierten sie 1946 anhand von Luftaufnahmen der Lars-Christensen-Expedition 1936/37. Japanische Wissenschaftler benannten sie 1972 nach ihrer Position bei Fahrten von Eisbrechern vom offenen Meer zur Shōwa-Station.